# NGC 2845
NGC 2845 is een spiraalvormig sterrenstelsel in het sterrenbeeld Zeilen. Het hemelobject werd op 1 februari 1835 ontdekt door de Britse astronoom John Herschel.

## Synoniemen
- ESO 314-10
- MCG -6-21-2
- IRAS 09166-3747
- PGC 26306